# Ametist
Ametistul este o varietate de cuarț violet-albăstrui.

## Istoric
Originea etimologică a numelui provine din limba greacă αμεθυστoς (amethystos = „contra beției”), numele acesta se datorează credinței că persoana care poartă un ametist este cruțat de beție la consumarea vinului. Ametistului i se mai atribuie rolul de apărare contra demonilor, contra furtului, această credință explică faptul că mormântul merovingienilor conținea șiraguri de ametist.
Ametistele fiind relativ răspândite; în natură, ele au fost folosite, din cele mai îndepărtate timpuri, drept podoabe și în scopuri rituale. Cel mai vechi ametist gravat din câte au fost descoperite în urma săpăturilor arheologice, a fost găsit în mormintele regale din Micene, în urma săpăturilor efectuate de Heinrich Schliemann, la sfârșitul secolului al XIX-lea. Frumoasa gemă violetă, datând din mileniul al II-lea î.Hr., este gravată în intalie, adică în adâncime. Sculptura reprezintă o căprioară ce-și privește, cu capul întors, puiul care suge.
Pe teritoriul Greciei și în Asia Mică s-au descoperit cupe de ametist, datând din mileniul I î.Hr.

## Culoare

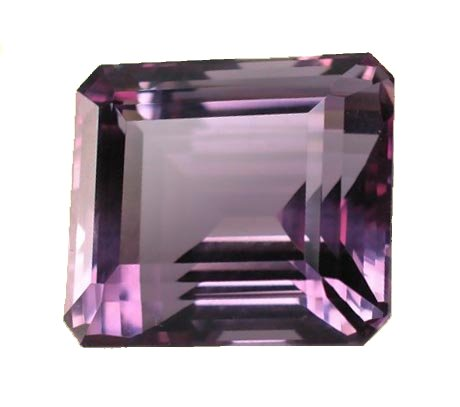
Un ametist șlefuit. În fotografie poate fi observată culoarea specifică pusă în evidență prin șlefuire.

Mineralul are frecvent o culoare violetă, de nuanțe diferite până la variante de culoare roz. Culoarea este distribuită neuniform în masa mineralului, astfel apar dungi de nuanțe mai închise, iar piatra poate fi încălzită pentru ca nuanța violet să fie dispersată omogen. Dacă piatra este încălzită prea mult timp, culoarea ametistului se poate schimba în verde, maro sau galben.
Factori determinanți ai culorii sunt realizate prin prezența ionilor de Fe4+  așezați în structura atomică a rețelei tetraedrice. Culoarea ametistului s-ar datora prin înlocuirea unor atomi de siliciu cu atomi de fier, aceasta fiind o teorie controversată. Ametiste se pot transforma prin supunere la radiație în cristale incolore. Un efect asemănător de schimbare a culorii se realizează prin expunerea la soare, sau la căldură un timp mai îndelungat mineralului.

## Răspândire
Ametistul este un mineral foarte răspândit în natură, exemplarele mai mari care se pot tăia și șlefui fiind folosite ca pietre prețioase, astfel de cristale s-au găsit în Brazilia, Uruguay, Madagascar, Rusia, Germania și Sri Lanka. Asemenea cristale mari se găsesc în geodele (golurile) filoanelor hidrotermale asociat cu calcedonie și în rocile vulcanice.

## Utilizare
Ametistul este o piatră prețioasă apreciată, fiind șlefuit frecvent ca briliant, navetă sau briolett.
Varietatea de culoare violet închis este cea mai valoroasă, ca și varietate ametrin o stare de trecere de la ametist la citrin.
Manipulații prin încălzirea ametistului la 400  °C se obține culoarea galbenă a citrinului, la fel prin încălzire se poate obține culoarea verde a prasiolitului, sau poate cuarț incolor, ca și degradarea cristalului prin fisurare.
Din secolele XIX-XX se pot obține pietre prețioase pe cale artificială, astfel se pot produce și ametiste care însă se pot deosebi de cele naturale.

## Ametiste renumite
Un ametist de 343 ct se află la Muzeul de Istorie Naturală din Londra, iar la Smithsonian Institution din Washington D.C. se află un ametist de 1362 ct, descoperit în Brazilia.